# Eupithecia johnstoni
Euphitecia johnstoni es una especie de polilla de la familia Geometridae. La especie fue descrita por primera vez por James Halliday McDunnough habiendo sido descrita en 1946, con distribución descrita especialmente en Estados Unidos. El holotipo de la especie, un espécimen femenino, fue descrito en Lone Pine (California). Es una polilla negra con una envergadura es de unos 18 milímetros (0,7 plg). Se han registrado adultos volando de marzo a agosto.

## Distribución
E. johnstoni se encuentra con amplia distribution en América del Norte, incluyendo Alberta, Columbia Británica, California, Colorado, Míchigan, Nuevo Brunswick, Ontario, Oregón y Washington.

## Descripción
Las alas son oscuras con el margen superior negros excepto donde está cruzada por bandas más claras. El punto discal es muy negro, de tamaño mediano. Las antenas son delgadas, muy finamente ciliadas. Los palpos son bastante largos y se proyectan más allá de la frente y de color negruzca, con la punta pálida hasta la tercera articulación y escamas blanquecinas ventralmente en la base. la cabeza y el abdomen son mayormente negros con moteados blanquecinos. El tórax es por el contrario, blanquecino con sombreados negros.